# هارت بوتشنر
هارت بوتشنر (بالإنجليزية: Hart Bochner)‏ (و. 1956  م) هو مخرج أفلام، وكاتب سيناريو، وممثل أفلام كندي، ولد في تورونتو.
.

## وصلات خارجية
- هارت بوتشنر على موقع IMDb (الإنجليزية)
- هارت بوتشنر على موقع ألو سيني (الفرنسية)
- هارت بوتشنر على موقع أول موفي (الإنجليزية)
- هارت بوتشنر على موقع قاعدة بيانات الأفلام السويدية (السويدية)
- هارت بوتشنر على موقع إن إن دي بي (الإنجليزية)
- هارت بوتشنر على موقع قاعدة بيانات الفيلم (الإنجليزية)
- هارت بوتشنر على موقع كينوبويسك (الروسية)